# Barbula purpurascens
Barbula purpurascens là một loài rêu trong họ Pottiaceae. Loài này được Dusén mô tả khoa học đầu tiên năm 1906.